# Rubus vigursii
Rubus vigursii är en rosväxtart som beskrevs av Rilstone. Rubus vigursii ingår i släktet rubusar, och familjen rosväxter. Inga underarter finns listade i Catalogue of Life.